# Kabinett Vassiliou
Das Kabinett Georges Vassiliou wurde in der Republik Zypern am 29. Februar 1988 von Staatspräsident Georges Vassiliou gebildet und löste das Kabinett Spyros Kyprianou IV ab. Es blieb nach Kabinettsumbildungen am 4. Mai 1990 sowie am 16. Januar 1993 bis zum 28. Februar 1993 im Amt und wurde daraufhin vom Kabinett Glafkos Klerides I abgelöst.

## Minister
Dem Kabinett gehörten folgende Minister an:
| Amt                                                   | Amtsinhaber                                      | Beginn der Amtszeit                            | Ende der Amtszeit                              |
| ----------------------------------------------------- | ------------------------------------------------ | ---------------------------------------------- | ---------------------------------------------- |
| Staatspräsident                                       | Georges Vassiliou                                | 28. Februar 1988                               | 28. Februar 1993                               |
| Außenminister                                         | Georgios Iacovou                                 | 29. Februar 1988                               | 28. Februar 1993                               |
| Finanzminister                                        | George Syrimis                                   | 29. Februar 1988                               | 28. Februar 1993                               |
| Innenminister                                         | Christodoulos Veniamin                           | 29. Februar 1988                               | 28. Februar 1993                               |
| Verteidigungsminister                                 | Andreas Aloneftis                                | 29. Februar 1988                               | 28. Februar 1993                               |
| Bildungsminister                                      | Andreas Philippou Christoforos Christofidis      | 29. Februar 1988 4. Mai 1990                   | 4. Mai 1990 28. Februar 1993                   |
| Minister für Kommunikation und öffentliche Arbeiten   | Nakos Protopapas Pavlos Savvidis Renos Stavrakis | 29. Februar 1988 4. Mai 1990 27. November 1991 | 4. Mai 1990 25. November 1991 28. Februar 1993 |
| Gesundheitsminister                                   | Panikos Papageorgiou                             | 29. Februar 1988                               | 28. Februar 1993                               |
| Minister für Handel und Industrie                     | Takis Nemitsas George Syrimis                    | 29. Februar 1988 16. Januar 1993               | 16. Januar 1993 28. Februar 1993               |
| Minister für Arbeit und Sozialversicherung            | Takis Christofidis Iakovos Aristidou             | 29. Februar 1988 4. Mai 1990                   | 4. Mai 1990 28. Februar 1993                   |
| Minister für Landwirtschaft und natürliche Ressourcen | Andreas Gavrielidis                              | 29. Februar 1988                               | 28. Februar 1993                               |
| Justizminister                                        | Christodoulos Chrysanthou Nikos Papaioannou      | 29. Februar 1988 4. Mai 1990                   | 4. Mai 1990 28. Februar 1993                   |
| Regierungssprecher                                    | Andreas Mavrommatis                              | 16. Januar 1993                                | 28. Februar 1993                               |